# 世界电影原声学会
世界电影原声学会（英語：World Soundtrack Academy）是比利时于2001年建立的非营利性组织，旨在组织、监督电影文化、教育等方面，包括保护电影的历史背景及在世界范围内推广电影艺术。其奖项名叫“世界电影原声学会奖”（英語：World Soundtrack Awards），通常，布鲁塞尔爱乐乐团演奏授奖仪式歌曲。

## 奖项

### 主要奖项
- 年度配乐
- 年度原创音乐
- 原创歌曲

### 其他
- 年度最有潜力新人奖
- 公众选择奖（2001—2002，2004—）
- 终身成就奖
- 最年轻的比利时作曲家奖
- 电影音乐和声效重大贡献奖
- 最具创意音乐奖
- 最佳未公布的原创音乐奖